# 설날
설날은 음력 새해의 첫날(음력 1월 1일)을 기념하는 명절이다. 현대 사회에서 전 세계는 그레고리력(양력)을 표준 달력으로 쓰기 때문에 공식적인 새해의 첫날은 양력 1월 1일이다. 따라서 전 세계 대부분의 국가들은 양력 1월 1일을 새해 첫날이자 설날로 기념한다. 동아시아의 일부 국가들은 전통적으로 정월 초하루를 설날(Asian Lunar New Year)로 삼았다. 한국에서 설날은 설, 섣달, 원일 (元日), 원단(元旦), 세수(歲首), 연수(年首), 단월(端月)이라고도 하며, 조심하고 근신하는 날이라 하여 신일(愼日)이라고도 일컫는다. 영어로는 양력 1월 1일 새해 첫날을 New Year’s Day라 한다. 다만, 음력 1월 1일은 Lunar New Year’s Day라 한다.

## 세계의 설

### 대한민국의 설
대한민국은 양력 1월 1일과 음력 1월 1일을 모두 공휴일로 지정하고 있으며 법정공휴일이다. 양력 1월 1일의 달력상 명칭은 "신정"이며, 보통 새해 첫날, 또는 양력설이라고 부른다. 음력 1월 1일의 달력상 명칭은 "설날"이고, 보통 설날, 구정, 음력설이라고 부른다. 음력설은 추석과 더불어 2대 명절 중 하나로, 이 날에는 조상에 차례를 지내고, 친척이나 이웃 어른들께 세배를 하는 것이 고유의 풍습이다. 한국에서는 1896년부터 그레고리력을 사용하고 있으므로 양력 1월 1일이 공식적인 새해의 첫날이지만, 음력을 썼던 전통에 따라 음력 1월 1일을 설날로 한다. 현대 한국에서는 양력설인 새해 첫날을 해(年)의 한 간지가 끝나고 새 간지가 시작되는 날로 여기며, ‘설’은 ‘설다’, ‘낯설다’, ‘익숙하지 못하다’, ‘삼가다’ 등의 의미에서 유래한 것으로 추측된다.
대한민국에서는 1985년부터 음력설을 '민속의 날'이라는 이름으로 공휴일로 하였고, 1989년부터 민속의 날을 '설날'로 이름을 바꾸고 설날을 3일 연휴(음력 12월 30일부터 음력 1월 2일까지)로 하고 있다. 현대 한국 사회에서는 음력 1월 1일 음력설을 전통적인 명절로 간주하고, 묵은 해를 보내고 맞이하는 한 해의 첫날이라는 새해 첫날의 의미는 양력 1월 1일인 양력설이 더 강하다.

### 조선민주주의인민공화국의 설
북한은 양력 1월 1일을 설날로 간주하며 중요한 명절로 기념하고 있다. 다만, 전통을 중시하기 위해 조선민주주의인민공화국에서는 1967년부터 음력설을 공휴일로 지정하였다. 북한은 음력 1월 1일을 단지 휴식일로 간주하고, 새해의 첫 날이라는 의미는 양력 1월 1일에 두고 있다. 양력 1월 1일 새해 첫날을 북한에서는 설날이라 부르며 더 중시하고 있다.

### 중국의 설
중화인민공화국에서는 양력 1월 1일과 음력 1월 1일을 모두 명절로 기념하고 있다. 중국에서는 양력 1월 1일 양력설을 공식적인 새해 첫날로 간주하고 원단(元旦)이라고 부른다. 음력 1월 1일 음력설은 전통적인 명절로 간주하고, 춘절(중국어 간체자: 春节, 农历新年, 정체자: 春節, 農曆新年, 병음: Chūnjié, Nónglì xīnnián 춘지에)이라고 부르며 중화인민공화국 국경절과 함께 가장 큰 양대 명절로 기념하고 있다. 양력설인 새해 첫날에는 카운트다운 행사와 해맞이, 불꽃놀이 등의 축제가 벌어지며, 보통 새해 인사를 나눈다. 음력설인 춘절에는 대규모 귀성객이 고향으로 돌아가 가족과 함께 명절을 보내는 등 한국의 음력설과 비슷한 모습을 보이는데, 국토가 방대하기 때문에 보통 1주일 이상을 휴일로 한다. 중국에서 춘절은 전통적인 명절의 의미가 강하며, 중국도 양력을 공식 달력으로 사용하기 때문에 새해의 첫날이라는 의미는 양력 1월 1일에 둔다.
양력설과 음력설(춘절)은 중화인민공화국, 중화민국 뿐만 아니라 싱가포르에서도 국경일이며, 그 밖의 나라에 사는 화교들도 명절로 즐긴다.

### 일본의 설
일본의 설(正月 오쇼가쯔[*])은 양력 1월 1일이며, 설날은 일본의 연중 최대 명절이다. 이는 서양의 설이 양력 1월 1일인 점을 그대로 답습한 메이지 유신에 따른 것이다. 메이지 유신 이전에는 음력 1월 1일이었다. 이 날 일본인들은 조니(雑煮)라고 불리는 떡국을 먹는데, 한국의 떡국과는 달리 찰떡을 사용하며, 국물도 간장국이나 된장국을 사용한다. 또한 한 해 동안의 무사안녕을 위해 기모노를 입고 신사나 절을 참배하는데, 이를 하쓰모데라 한다. 법으로 정해진 설 연휴는 1월 1일부터 1월 3일까지이지만, 대부분 일본의 기업, 관공서들은 연말인 12월 29일부터 1월 3일까지 연휴이다. 음력 1월 1일은 일본에서 의미를 두지 않으므로 평일이다.

### 다른 나라의 설
- 베트남의 설은 뗏(Tết, 節)이라 불린다.
- 몽골의 설은 차강사르(Tsagaan Sar, 하얀 달)이라 불린다.
- 태국의 설은 송끄란(สงกรานต์, Songkran)이라 불린다.
- 미얀마에서는 설에 띤쟌이라는 물축제를 한다.
- 스리랑카 - 스리랑카의 새해 (අලුත් අවුරුද්ද, Aluth Avurudda)
- 캄보디아 - 캄보디아의 새해 (បុណ្យចូលឆ្នាំថ្មី, Chaul Chnam Thmey)
- 라오스 - 새해 라오스 (ປີໃໝ່, Pii Mai)

## 서양의 신년 맞이 축제
유럽 국가들에서는 한 해의 마지막 날인 신년전야부터 양력 1월 1일 새해 첫날까지를 설날로 기념하여 축제를 연다. 유럽의 영향을 받은 미국 등 아메리카 국가들과 오스트레일리아 등 오세아니아 국가들도 비슷하다. 이것이 서양에 있는 나라에서는 설날 같은 것이다.

## 이슬람권의 설
이슬람권에서는 음력인 이슬람력을 사용하여 이슬람력 1월 1일을 설날로 하고 있다. 양력으로 양력 8월 중순~10월 초 사이에 오며 8월 중순에서 9월 중순 사이에 흔히 오는 기념일이다. 아랍어로는 라스 앗싸낫 알히즈리야(رأس السنة الهجرية, Ras as-Sanah al-Hijriyah)이라고 한다. 이것이야 말로 이슬람의 설날이다.

## 같이 보기
- 양력설
- 한국의 설날
- 새해
- 정월대보름
- 떡국
- 입춘 (한국의 설날은 음력 1월 1일로서, 양력 1월 21일~2월 20일 사이에 온다. 즉, 입춘 (양력 2월 4일 경) 전후 ±15일이다.)

## 참고 문헌
- 《한국세시풍속사전(봄편)》, 국립민속박물관, 2005
- 임동권, 《한국세시풍속연구》, 집문당, 1993
- 《형초세시기》, 중국 양나라
- 《동경몽화록》
- 《세화기려보》